# Luigi Taveri
Luigi Taveri (Horgen, 19 settembre 1929 – Zurigo, 1º marzo 2018) è stato un pilota motociclistico svizzero vincitore di tre titoli nel motomondiale.

## Carriera

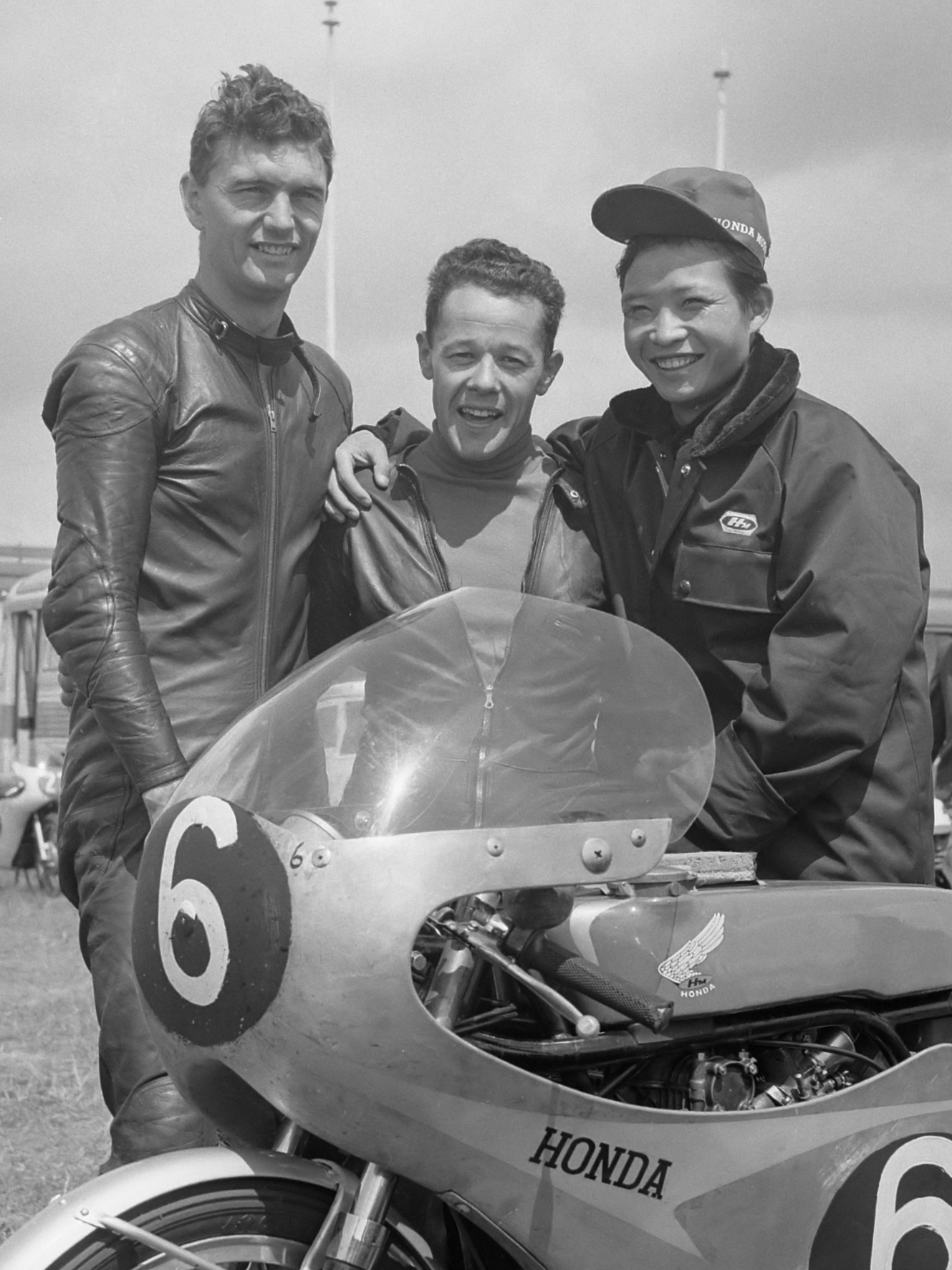
Taveri (al centro) nel 1963.

Esordì nelle corse nel 1947 come passeggero nel sidecar del fratello maggiore Hans. Sempre in questo ruolo fece anche il suo debutto nel Motomondiale, al GP di Svizzera 1949, finito all'ottavo posto. Nel 1951 iniziò a correre in moto, ottenendo l'anno seguente il titolo di campione svizzero juniores della 350 con una Velocette.
Nel 1953 Taveri fece il suo secondo debutto nel Motomondiale, correndo in 350 alla guida di AJS e Norton e vincendo il titolo svizzero della 350. La stagione successiva fu molto tribolata per Taveri, che fu costretto ad iscriversi alle classi 250 (con la Moto Guzzi), 350 (con la Norton), 500 (prima Norton e poi MV Agusta) e sidecar (come passeggero del sidecar Norton di Hans Haldemann). In quell'anno il centauro elvetico ottenne i suoi primi punti iridati (4º in 500 in Francia e 6º nei sidecar in Svizzera) e tre titoli di campione svizzero (250, 500 e sidecar). Tale discontinuità si ripeté anche nel 1955, anno in cui prese parte al mondiale 125 e 250 con la MV Agusta, riuscendo a cogliere un successo in entrambe le categorie.
Dopo due stagioni similari, nel 1958 si divise tra Norton e Ducati, senza riuscire a cogliere risultati particolari. Il periodo di crisi e di incertezza durò fino al motomondiale 1962, anno in cui vinse il titolo della 125 con la Honda dopo aver conquistato sei gran premi (in Francia, Irlanda, Belgio, Ulster, Germania Est e Paesi Bassi) e 48 punti nella classifica generale. Sempre nel 1962 corse anche nella classe 50 (vincendo una gara) e nella categoria 250.
Vinse il suo secondo mondiale nel 1964, sempre in 125 e sempre in sella ad una Honda, dopo cinque gare vinte e 46 punti in classifica. Nel 1965 fu competitivo principalmente nel campionato riservato ai motori di cilindrata 50 cm³ (due vittorie) mentre nel 1966 tornò alla conquista del primo posto nella classifica generale della ottavo di litro dopo cinque vittorie, un secondo posto e 46 punti totali. Al termine di questa stagione si ritirò dall'agonismo.
Complessivamente ha preso parte a 135 corse del motomondiale, vincendone 30 ed arrivando sul podio in 89 occasioni. C'è da notare inoltre che è tra i pochi piloti che sono riusciti ad ottenere punti in tutte le classifiche del motomondiale, sia nelle competizioni singole che in quelle in coppia.
È deceduto il 1º marzo 2018 dopo essere stato vittima di un ictus alcuni giorni prima.
Il 18 agosto 2022 è stato nominato leggenda della MotoGP.

## Risultati nel motomondiale

### Classe 50
| 1962 | Classe | Moto  |   |   |   |   |   |   |    |   |   |   |   |  |  | Punti | Pos. |
| ---- | ------ | ----- | - | - | - | - | - | - | -- | - | - | - | - |  |  | ----- | ---- |
| 1962 | 50     | Honda | 3 | 3 | 2 | - | 3 | 4 | NE | 4 | 6 | 1 | - |  |  | 29    | 3º   |

| 1963 | Classe | Moto  |   |   |   |   |   |   |    |    |   |    |   |   |  | Punti | Pos. |
| ---- | ------ | ----- | - | - | - | - | - | - | -- | -- | - | -- | - | - |  | ----- | ---- |
| 1963 | 50     | Honda | - | - | - | - | - | - | NE | NE | - | NE | - | 1 |  | 8     | 8º   |

| 1964 | Classe | Moto     |   |   |   |   |   |   |   |    |    |   |    |    |  | Punti | Pos. |
| ---- | ------ | -------- | - | - | - | - | - | - | - | -- | -- | - | -- | -- |  | ----- | ---- |
| 1964 | 50     | Kreidler | - | 6 | - | - | - | - | - | NE | NE | 3 | NE | NE |  | 5     | 7º   |

| 1965 | Classe | Moto  |   |   |   |   |   |   |   |    |    |    |    |    |   | Punti | Pos. |
| ---- | ------ | ----- | - | - | - | - | - | - | - | -- | -- | -- | -- | -- | - | ----- | ---- |
| 1965 | 50     | Honda | - | 2 | 4 | 2 | 1 | 3 | 3 | NE | NE | NE | NE | NE | 1 | 32    | 2º   |

| 1966 | Classe | Moto  |   |   |    |   |    |    |    |    |    |   |   |   |  | Punti | Pos. |
| ---- | ------ | ----- | - | - | -- | - | -- | -- | -- | -- | -- | - | - | - |  | ----- | ---- |
| 1966 | 50     | Honda | 1 | 4 | NE | 1 | NE | NE | NE | NE | NE | 2 | 3 | - |  | 26    | 3º   |

| Legenda | 1º posto        | 2º posto            | 3º posto            | A punti      | Senza punti        | Grassetto – Pole position Corsivo – Giro più veloce |
| Legenda | Gara non valida | Non qual./Non part. | Ritirato/Non class. | Squalificato | '-' Dato non disp. | Grassetto – Pole position Corsivo – Giro più veloce |

### Classe 125
| 1955 | Classe | Moto      |   |   |   |   |    |   |    |   |  |  |  |  |  | Punti | Pos. |
| ---- | ------ | --------- | - | - | - | - | -- | - | -- | - |  |  |  |  |  | ----- | ---- |
| 1955 | 125    | MV Agusta | 1 | 2 | 2 | 2 | NE | - | NE | - |  |  |  |  |  | 26    | 2º   |

| 1956 | Classe | Moto      |  |   |   |   |     |   |  |  |  |  |  |  |  | Punti | Pos. |
| ---- | ------ | --------- |  | - | - | - | --- | - |  |  |  |  |  |  |  | ----- | ---- |
| 1956 | 125    | MV Agusta |  | 2 | 4 | - | Rit | 4 |  |  |  |  |  |  |  | 12    | 3º   |

| 1957 | Classe | Moto      |   |   |   |   |   |   |  |  |  |  |  |  |  | Punti | Pos. |
| ---- | ------ | --------- | - | - | - | - | - | - |  |  |  |  |  |  |  | ----- | ---- |
| 1957 | 125    | MV Agusta | 5 | 3 | 3 | 2 | 1 | 3 |  |  |  |  |  |  |  | 22    | 3º   |

| 1958 | Classe | Moto   |     |   |   |     |   |   |   |  |  |  |  |  |  | Punti | Pos. |
| ---- | ------ | ------ | --- | - | - | --- | - | - | - |  |  |  |  |  |  | ----- | ---- |
| 1958 | 125    | Ducati | Rit | 2 | 6 | Rit | 2 | 2 | 5 |  |  |  |  |  |  | 20    | 3º   |

| 1959 | Classe | Moto        |    |   |     |   |   |   |   |   |  |  |  |  |  | Punti | Pos. |
| ---- | ------ | ----------- | -- | - | --- | - | - | - | - | - |  |  |  |  |  | ----- | ---- |
| 1959 | 125    | MZ e Ducati | NE | 2 | Rit | - | 3 | - | - | 3 |  |  |  |  |  | 14    | 4º   |

| 1960 | Classe | Moto      |    |   |   |   |    |   |   |  |  |  |  |  |  | Punti | Pos. |
| ---- | ------ | --------- | -- | - | - | - | -- | - | - |  |  |  |  |  |  | ----- | ---- |
| 1960 | 125    | MV Agusta | NE | 3 | - | - | NE | 5 | - |  |  |  |  |  |  | 6     | 6º   |

| 1961 | Classe | Moto  |   |   |   |   |   |   |    |   |   |   |   |  |  | Punti | Pos. |
| ---- | ------ | ----- | - | - | - | - | - | - | -- | - | - | - | - |  |  | ----- | ---- |
| 1961 | 125    | Honda | - | 5 | 5 | 2 | - | 1 | SQ | 6 | 3 | 1 | - |  |  | 29    | 3º   |

| 1962 | Classe | Moto  |   |   |   |   |   |   |   |   |   |   |   |  |  | Punti | Pos. |
| ---- | ------ | ----- | - | - | - | - | - | - | - | - | - | - | - |  |  | ----- | ---- |
| 1962 | 125    | Honda | 3 | 4 | 1 | 1 | 1 | 1 | 1 | 1 | 2 | 2 | - |  |  | 48    | 1º   |

| 1963 | Classe | Moto  |   |   |   |   |   |   |   |   |   |   |   |   |  | Punti | Pos. |
| ---- | ------ | ----- | - | - | - | - | - | - | - | - | - | - | - | - |  | ----- | ---- |
| 1963 | 125    | Honda | 1 | 4 | 3 | 4 | 3 | 3 | 3 | 4 | 2 | 1 | - | - |  | 38    | 2º   |

| 1964 | Classe | Moto  |   |   |   |   |   |    |   |   |   |   |   |   |  | Punti | Pos. |
| ---- | ------ | ----- | - | - | - | - | - | -- | - | - | - | - | - | - |  | ----- | ---- |
| 1964 | 125    | Honda | - | 1 | 1 | 1 | - | NE | 2 | 2 | 2 | 1 | 1 | 2 |  | 46    | 1º   |

| 1965 | Classe | Moto  |  |     |     |     |   |   |    |  |   |   |   |   |   | Punti | Pos. |
| ---- | ------ | ----- |  | --- | --- | --- | - | - | -- |  | - | - | - | - | - | ----- | ---- |
| 1965 | 125    | Honda |  | Rit | Rit | Rit | 2 | 5 | NE |  | - | - | - | - | 2 | 14    | 5º   |

| 1966 | Classe | Moto  |   |   |    |   |    |   |   |   |   |   |   |   |  | Punti | Pos. |
| ---- | ------ | ----- | - | - | -- | - | -- | - | - | - | - | - | - | - |  | ----- | ---- |
| 1966 | 125    | Honda | 2 | 1 | NE | 2 | NE | 1 | 1 | 2 | 1 | - | 1 | - |  | 46    | 1º   |

| Legenda | 1º posto        | 2º posto            | 3º posto            | A punti      | Senza punti        | Grassetto – Pole position Corsivo – Giro più veloce |
| Legenda | Gara non valida | Non qual./Non part. | Ritirato/Non class. | Squalificato | '-' Dato non disp. | Grassetto – Pole position Corsivo – Giro più veloce |

### Classe 250
| 1954 | Classe | Moto       |   |   |   |    |   |   |   |   |    |  |  |  |  | Punti | Pos. |
| ---- | ------ | ---------- | - | - | - | -- | - | - | - | - | -- |  |  |  |  | ----- | ---- |
| 1954 | 250    | Moto Guzzi | - | - | - | NE | - | - | 4 | - | NE |  |  |  |  | 3     | 13º  |

| 1955 | Classe | Moto      |    |    |     |   |    |   |   |   |  |  |  |  |  | Punti | Pos. |
| ---- | ------ | --------- | -- | -- | --- | - | -- | - | - | - |  |  |  |  |  | ----- | ---- |
| 1955 | 250    | MV Agusta | NE | NE | Rit | 4 | NE | 1 | - | - |  |  |  |  |  | 11    | 4º   |

| 1956 | Classe | Moto      |   |   |   |   |   |   |  |  |  |  |  |  |  | Punti | Pos. |
| ---- | ------ | --------- | - | - | - | - | - | - |  |  |  |  |  |  |  | ----- | ---- |
| 1956 | 250    | MV Agusta | - | 2 | 2 | 2 | 1 | 4 |  |  |  |  |  |  |  | 26    | 2º   |

| 1957 | Classe | Moto      |   |   |   |   |   |     |  |  |  |  |  |  |  | Punti | Pos. |
| ---- | ------ | --------- | - | - | - | - | - | --- |  |  |  |  |  |  |  | ----- | ---- |
| 1957 | 250    | MV Agusta | 5 | 2 | - | - | - | Rit |  |  |  |  |  |  |  | 8     | 7º   |

| 1959 | Classe | Moto |    |     |     |   |    |   |   |   |  |  |  |  |  | Punti | Pos. |
| ---- | ------ | ---- | -- | --- | --- | - | -- | - | - | - |  |  |  |  |  | ----- | ---- |
| 1959 | 250    | MZ   | NE | Rit | Rit | 7 | NE | - | - | 5 |  |  |  |  |  | 2     | 13º  |

| 1960 | Classe | Moto      |    |   |   |   |   |   |     |  |  |  |  |  |  | Punti | Pos. |
| ---- | ------ | --------- | -- | - | - | - | - | - | --- |  |  |  |  |  |  | ----- | ---- |
| 1960 | 250    | MV Agusta | NE | 8 | 3 | 3 | 5 | 6 | Rit |  |  |  |  |  |  | 11    | 3º   |

| 1961 | Classe | Moto  |   |   |   |   |   |   |   |   |   |   |   |  |  | Punti | Pos. |
| ---- | ------ | ----- | - | - | - | - | - | - | - | - | - | - | - |  |  | ----- | ---- |
| 1961 | 250    | Honda | - | - | - | - | - | - | - | - | - | 2 | - |  |  | 6     | 10º  |

| 1962 | Classe | Moto  |   |   |   |   |   |   |   |   |     |    |   |  |  | Punti | Pos. |
| ---- | ------ | ----- | - | - | - | - | - | - | - | - | --- | -- | - |  |  | ----- | ---- |
| 1962 | 250    | Honda | - | - | - | - | 3 | - | 3 | - | Rit | NE | - |  |  | 8     | 8º   |

| 1963 | Classe | Moto  |   |   |    |     |   |   |   |   |    |   |   |   |  | Punti | Pos. |
| ---- | ------ | ----- | - | - | -- | --- | - | - | - | - | -- | - | - | - |  | ----- | ---- |
| 1963 | 250    | Honda | 5 | - | NE | Rit | - | 4 | - | 5 | NE | 3 | - | 5 |  | 13    | 5º   |

| 1964 | Classe | Moto  |   |   |   |     |   |   |   |   |   |    |   |   |  | Punti | Pos. |
| ---- | ------ | ----- | - | - | - | --- | - | - | - | - | - | -- | - | - |  | ----- | ---- |
| 1964 | 250    | Honda | - | - | 2 | Rit | - | - | 6 | - | - | NE | 6 | 4 |  | 11    | 6º   |

| Legenda | 1º posto        | 2º posto            | 3º posto            | A punti      | Senza punti        | Grassetto – Pole position Corsivo – Giro più veloce |
| Legenda | Gara non valida | Non qual./Non part. | Ritirato/Non class. | Squalificato | '-' Dato non disp. | Grassetto – Pole position Corsivo – Giro più veloce |

### Classe 350
| 1953 | Classe | Moto         |   |   |   |    |   |   |   |    |    |  |  |  |  | Punti | Pos. |
| ---- | ------ | ------------ | - | - | - | -- | - | - | - | -- | -- |  |  |  |  | ----- | ---- |
| 1953 | 350    | AJS e Norton | - | - | - | NE | - | - | 9 | 11 | NE |  |  |  |  | 0     |      |

| 1954 | Classe | Moto   |  |  |  |  |  |  |  |   |  |  |  |  |  | Punti | Pos. |
| ---- | ------ | ------ |  |  |  |  |  |  |  | - |  |  |  |  |  | ----- | ---- |
| 1954 | 350    | Norton |  |  |  |  |  |  |  | 8 |  |  |  |  |  | 0     |      |

| 1958 | Classe | Moto   |  |   |   |   |   |   |     |  |  |  |  |  |  | Punti | Pos. |
| ---- | ------ | ------ |  | - | - | - | - | - | --- |  |  |  |  |  |  | ----- | ---- |
| 1958 | 350    | Norton |  | 6 | 7 | - | - | - | Rit |  |  |  |  |  |  | 1     | 15º  |

| 1963 | Classe | Moto  |    |   |    |   |   |    |   |   |   |   |    |    |  | Punti | Pos. |
| ---- | ------ | ----- | -- | - | -- | - | - | -- | - | - | - | - | -- | -- |  | ----- | ---- |
| 1963 | 350    | Honda | NE | - | NE | - | 3 | NE | 3 | 2 | 5 | - | NE | NE |  | 16    | 3º   |

| Legenda | 1º posto        | 2º posto            | 3º posto            | A punti      | Senza punti        | Grassetto – Pole position Corsivo – Giro più veloce |
| Legenda | Gara non valida | Non qual./Non part. | Ritirato/Non class. | Squalificato | '-' Dato non disp. | Grassetto – Pole position Corsivo – Giro più veloce |

### Classe 500
| 1954 | Classe | Moto               |   |  |    |  |  |  |   |    |     | Punti | Pos. |
| ---- | ------ | ------------------ | - |  | -- |  |  |  | - | -- | --- | ----- | ---- |
| 1954 | 500    | Norton e MV Agusta | 4 |  | AN |  |  |  | 9 | 10 | Rit | 3     | 17º  |

| Legenda | 1º posto        | 2º posto            | 3º posto            | A punti      | Senza punti        | Grassetto – Pole position Corsivo – Giro più veloce |
| Legenda | Gara non valida | Non qual./Non part. | Ritirato/Non class. | Squalificato | '-' Dato non disp. | Grassetto – Pole position Corsivo – Giro più veloce |

### Sidecar
| 1949 | Classe  | Moto   |    |   |    |   |    |   |  |  |  | Punti | Pos. |
| ---- | ------- | ------ | -- | - | -- | - | -- | - |  |  |  | ----- | ---- |
| 1949 | Sidecar | Norton | NE | 8 | NE | - | NE | - |  |  |  | 0     |      |

| 1954 | Classe  | Moto   |    |   |   |   |    |   |   |   |    | Punti | Pos. |
| ---- | ------- | ------ | -- | - | - | - | -- | - | - | - | -- | ----- | ---- |
| 1954 | Sidecar | Norton | NE | - | - | - | NE | - | 6 | - | NE | 1     | 10º  |

| Legenda | 1º posto        | 2º posto            | 3º posto            | A punti      | Senza punti        | Grassetto – Pole position Corsivo – Giro più veloce |
| Legenda | Gara non valida | Non qual./Non part. | Ritirato/Non class. | Squalificato | '-' Dato non disp. | Grassetto – Pole position Corsivo – Giro più veloce |